# Stephan Pauly (Kulturmanager)
Stephan Pauly (* 1972 in Köln) ist seit 2020 Intendant des Wiener Musikvereins.
Von 2004 bis 2012 war er als kaufmännischer Geschäftsführer und Leiter des künstlerischen Bereichs der Internationalen Stiftung Mozarteum tätig. Anschließend war er Geschäftsführer des Konzerthauses Alte Oper in Frankfurt am Main. Im Sommer 2020 übernahm Stephan Pauly Funktion des Intendanten des Wiener Musikvereins von Thomas Angyan.

## Leben
Pauly wuchs in Bayreuth auf und studierte in München und Rom Philosophie und Theologie sowie Theater- und Opernregie. Nach Abschluss des Studiums 1999 war er u. a. im Bayerischen Rundfunk tätig. Pauly wirkte auch als persönlicher Assistent von August Everding am Prinzregententheater München, außerdem an der Wiener Staatsoper und der Mailänder Scala.
2002 wurde er in Salzburg kaufmännischer Geschäftsführer und künstlerischer Leiter der Stiftung Mozarteum. Im März 2012 übernahm Pauly von Michael Hocks die Leitung der Alten Oper Frankfurt. 2020 übernahm er schließlich die Intendanz des Wiener Musikvereins als Nachfolger von Thomas Angyan.